# ويليام لونغشو جونيور
كان ويليام لونغشو جونيور (26 أبريل 1839-15 يناير 1865) طبيبًا تطوع للخدمة في اتحاد بحرية الولايات المتحدة خلال الحرب الأهلية الأمريكية. حصل لونغشو على تدريب طبي وصيدلي في بوسطن ونيويورك ونيو أورلينز، وحصل على شهادته الطبية من جامعة ميشيغان. عُين بالوكالة كجراح مساعد من قبل البحرية في عام 1862، وخدم على متن سفينة يو إس إس يانكي، وباسايك، وبينوبسكوت، وليهاي، وأخيرًا مينيسوتا في سفينة القائد.
ذُكرت أفعاله وشجاعته في عدة مناسبات تحت نيران العدو المباشر في تقارير كتبها أكثر من قائد على مستوى عالٍ مثل اللواء جون دالغرن وديفيد ديكسون بورتر ووزير البحرية جيديون ويلز. بهدف دعم الإنزال البرمائي للبحرية في معركة فورت فيشر الثانية في 15 يناير 1865، ذهب لونغشو إلى الشاطئ مع فريق الإنزال وكان نشطًا في رعاية العديد من الجرحى أثناء الهجوم. بعد إنقاذ بحار فاقد الوعي من الغرق من ارتفاع المد، استجاب لونغشو لصرخة جندي جريح من مشاة البحرية وأثناء علاجه أصيب برصاصة في رأسه وتوفي على الفور.
بعد طلب المدير الطبي للبحرية الأمريكية جيمس دنكان جاتوود تكريم أثر لونغشو عام 1913، كلفت البحرية تسمية سفينة مدمرة من طراز فليتشر على اسم الجراح المساعد لونغشو تكريمًا له في عام 1943. فقدت تلك السفينة بسبب حريق البطارية في معركة أوكيناوا وحصلت على تسعة من نجوم المعركة لخدمتها في الحرب العالمية الثانية.

## النشأة والتدريب
ولد ويليام لونغشو في مدينة مانشستر بولاية فيرجينيا في أبريل عام 1839، وهو الابن الأكبر لولدين لوليام ومارغريت (ني ديفيز) لونغشو الذي هاجر إلى الولايات المتحدة من إنجلترا بعد فترة وجيزة من الزواج. سافرت العائلة إلى كنتاكي لفترة ثم استقرت في كامبريدج، ماساتشوستس، ولد شقيق ويليام الأصغر لوثر م. (31 يوليو 1844-27 مايو 1921) في لويل. التحق ويليام بمدرسة ليمان والمدرسة الثانوية الإنجليزية، وأكمل دراسته في أكاديمية فيليبس.
درس لونغشو الطب مع طبيب من إيست كامبريدج لمدة عام، ثم انتقل إلى نيويورك حيث حضر محاضرات في جامعة مدينة نيويورك (الآن جامعة نيويورك) تحت إشراف فالنتين موت وتوماس سي فينيل. بعد عودته إلى شرق بوسطن عام 1857، انضم إلى كنيسة مافريك الجماعية. في سن 18، سافر لونغشو إلى نيو أورلينز، حيث عمل كاتب صيدلية أثناء حضوره محاضرات في علم العقاقير في جامعة لويزيانا (تولين حاليًا). حقق إنجازًا كافيًا كصيدلاني ليصبح عضوًا في الجمعية الصيدلانية الأمريكية.
أثناء وجوده في نيو أورلينز، ساعد لونغشو المجتمع الطبي المحلي في مكافحة وباء الحمى الصفراء في الصيف. بعد الدراسة في كلية الطب بجامعة ميشيغان، حصل لونغشو على شهادته في الطب عام 1859. كانت أطروحة تخرجه مكتوبة بخط اليد، وما تزال موجودة في مجموعات ميشيغان التاريخية، بعنوان «فسيولوجيا الخصوبة». عندما كان طالبًا، عمل لونغشو مساعدًا سريريًا لأستاذ الجراحة. حصل أيضًا على «درجة خاصة في الكيمياء، التحليل النوعي والكمي». بعد حصوله على شهادته، اكتسب لونغشو خبرة في تولي مسئولية أربعة أقسام في مستشفى عسكري. في 10 يوليو 1860، بدأ العمل كجراح في الحملة القطبية بقيادة إسحاق إسرائيل هايز والتي قضت فصل الشتاء في ذلك العام في جزيرة إليسمير. عاد لونغشو من الحملة في نوفمبر 1860 وأبلغ عن عمى ثلجي مؤقت. وذكر أنه وطاقم آخر شهد كسوفًا للشمس في 18 يوليو.

## الخدمة البحرية

### يو إس إس يانكي
دخل البحرية كمساعد جراح بالوكالة في 25 يونيو 1862، وُصف لونغشو بأنه رفيق ذو بشرة فاتحة متوسط الطول وشعر داكن وعيون رمادية. عُيّن لونغشو في سفينة يو إس إس يانكي، وهي سفينة ذات عجلات مسلحة شهدت عملية إخلاء ساحة نورفولك البحرية في ميناء تشارلستون، وفي حوض نهر بوتوماك. شارك لونغشو في غارة ليلية استولت على سفينتين من دون إطلاق رصاصة واحدة. في أغسطس 1862، عادت سفينة يانكي إلى بوتوماك لحراسة الطرق المؤدية إلى عاصمة الأمة.
في 14 أغسطس، قدم لونغشو لفحوصات ملجأ فيلادلفيا البحري. واجتاز امتحانات المجلس الطبي البحري الذي لم يتطلب فقط معرفة طبية شاملة بمجالات مثل الكيمياء والتشريح وعلم وظائف الأعضاء والتوليد والمبادئ والممارسات الجراحية، ولكن تطلب أيضًا اختبارات للمؤهلات العقلية والأخلاقية والبدنية للمرشح اللازمة لأداء مهمة بحرية شاقة. اجتاز لونغشو 595 من أصل 780 (76.2%) في حوالي ثلاثة أيام من الاختبار. عاد لونغشو إلى سفينة يانكي التي استمر بالعمل فيها كمساعد جراح حتى منتصف أكتوبر.

### ساحة بحرية بوسطن
عُين لونغشو أخيرًا كجراح مساعد في نوفمبر 1862 ونُقل إلى السفينة المستقبلة يو إس إس أوهايو في ميناء بوسطن، في انتظار أوامر تعيينه في سفينته التالية. حتى شهر مارس، عمل لونغشو كضابط طبي في ساحة بحرية بوسطن، حيث كان يفحص المجندين الجدد، بالإضافة إلى علاج إصابات وأمراض المسؤولين عنه. بعد ست سنوات من التدريب الطبي، تمركز لونغشو على مسافة قصيرة سيرًا على الأقدام من منزل والديه في كامبريدج.
تعلم لونغشو على متن سفينة التدريب هذه قضاء يومه في كتابة وتقديم التقارير عن الحالات الفردية، وتسجيل حركة المرور عبر الخليج المليء بالمرضى، وجرد المعدات والإمدادات، وتقديم طلبات للحصول على الأدوية، وأخذ قراءات بيئية، وتفقد مواقع مختلفة حول السفينة من أجل الظروف الصحية، بالتنسيق مع مطبخ السفينة لضمان التغذية الكافية، بالإضافة إلى التعامل مع الاحتياجات الطبية اليومية للطاقم. درب أيضًا البحارة الجدد على الإسعافات الأولية الأساسية، وعلمهم كيفية وضع الضمادات والعصابات، ثم كيفية تحميل الرفاق الجرحى ورفعهم وحملهم على نقالات. كان لونغشو مسؤولًا عن إدارة العاملين الطبيين وغيرهم من العاملين بالمستشفى مثل الممرضات والطهاة والمضيفين. عاش لونغشو خمسة أشهر من إقامته البحرية على متن سفينة أوهايو.